# Breva
La breva, también conocida como «albacora» es la flor de la primera de las dos cosechas (junio a julio en el hemisferio norte) que produce la higuera (Ficus carica). Botánicamente, en realidad, se trata de una inflorescencia, ya que las flores verdaderas se encuentran dentro de la breva. Resulta muy apreciada al ser de mayor tamaño que el del higo, pero no es tan dulce como este. Tiene forma de pera y presenta diferentes coloraciones, dependiendo de las variedades. Pueden ser amarillo-verdosas, azuladas o negras.

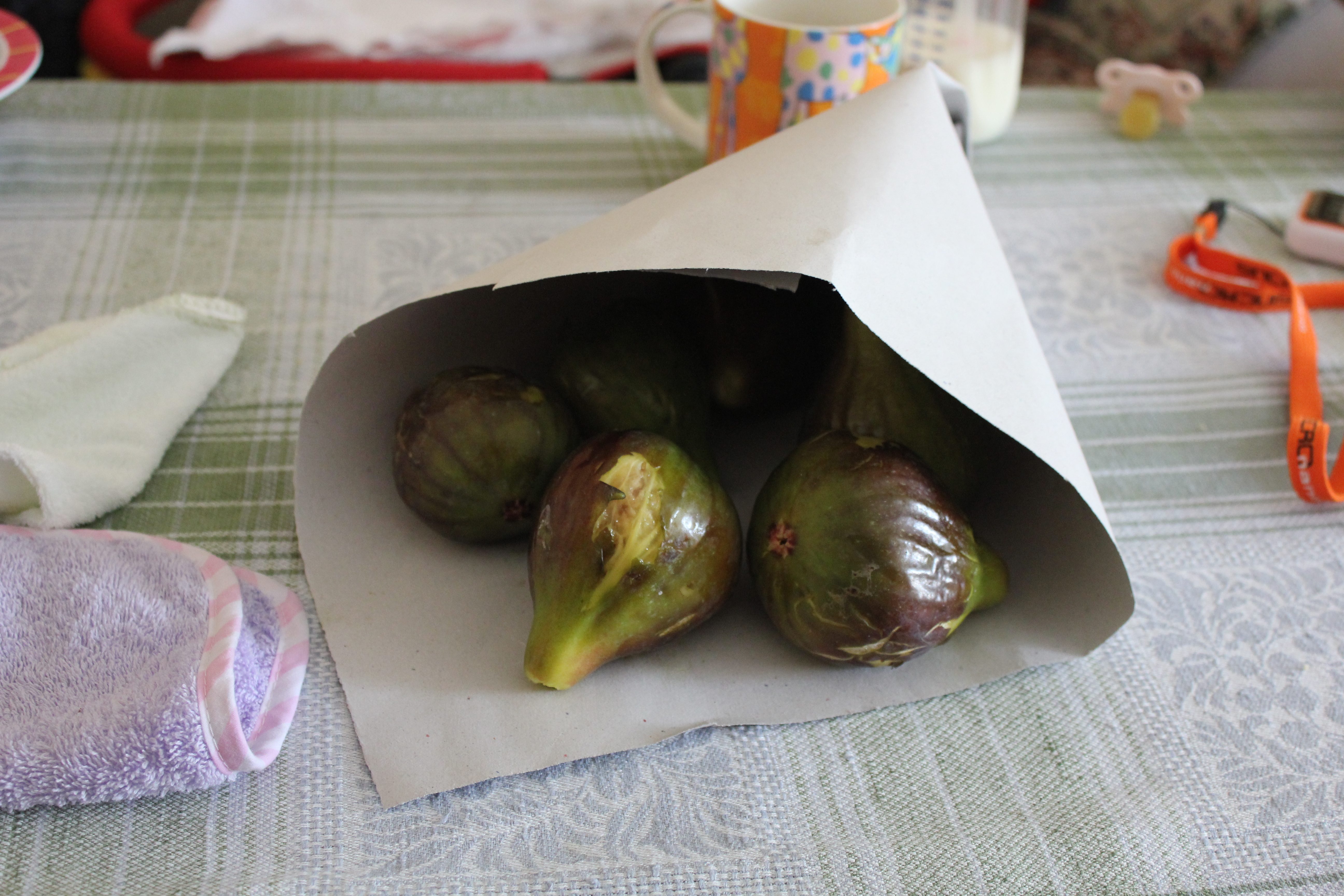
Brevas.

## Características de la higuera
Hay algunas variedades de higuera que tienen la característica de dar dos cosechas de fruta; una temprana (breva), que pasa el invierno formándose en la planta y madura por el mes de mayo (estos son los llamados higos tempranos o soplones en Tenerife); y otra más tardía, que madura en pleno verano y es más abundante (higo). A este tipo de higueras (que botánicamente se les llama bíferas frente a las uníferas que dan una sola cosecha) se denomina "breva" a la primera cosecha o doma, mientras que los higos son los frutos que se corresponden con la cosecha más grande de pleno verano.
En el mismo árbol incluso se sabe que hay años, dependiendo de las lluvias caídas, que pueden no producir brevas. En el hemisferio norte se dan cada año en las proximidades de la festividad de San Juan. En el hemisferio sur la maduración de este fruto coincide con la llegada de la Navidad.

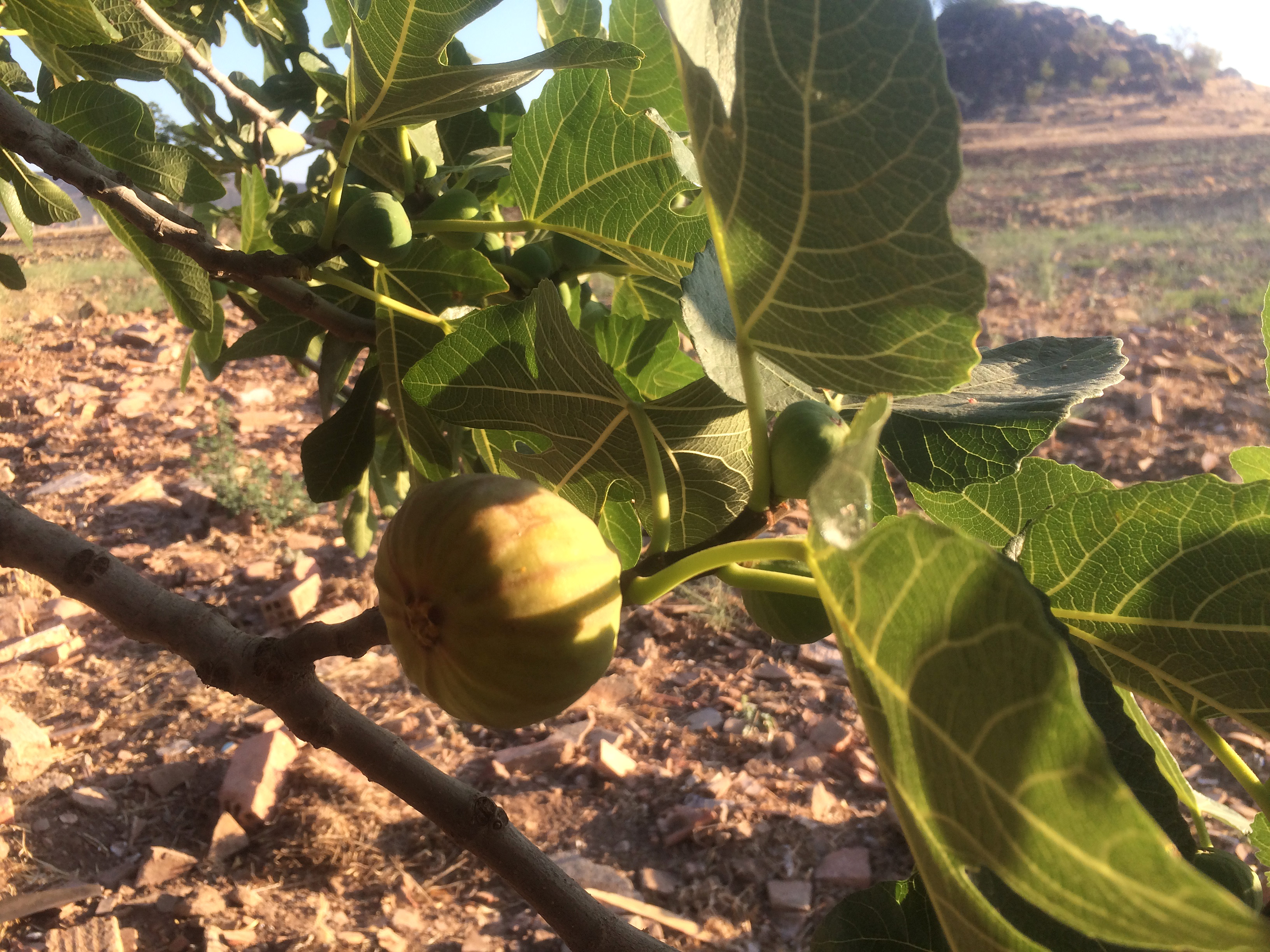
Una breva madura en la madera del año anterior donde se han estado desarrollado durante el invierno desde el año anterior, y los higos verdes desarrollándose en el lanzamiento de madera de esta temporada.

No debe confundirse con el higo, aun cuando sus características sean muy similares.
La diferencia entre brevas e higos es que las brevas siempre están sobre madera del año anterior agrupadas al final de las yemas apicales y los higos se desarrollan sobre madera de los crecimientos del propio año de la temporada.

## Características nutritivas
Esta fruta posee un elevado contenido en agua e hidratos de carbono en forma de glucosa, fructosa y sacarosa, por lo que su valor en calorías es muy alto. También es rica en fibra (2,5 g por cada 100 g), minerales como el potasio (235 mg por 100 g), magnesio (20 mg por 100 g), calcio (38 mg por 100 g), y vitamina C y provitamina A con propiedades antioxidantes.

## Características culturales
En Colombia esta fruta es acompañada con arequipe con queso o dulce de guayaba. Es un postre muy tradicional de Bogotá, la capital.
En Alicante (España) se come acompañando a la tradicional "Coca amb tonyina" durante las fiestas de Hogueras de San Juan.
En España es popular la expresión "No caerá esa breva" en referencia a una cosa muy deseada pero que difícilmente ocurrirá. También se utiliza la expresión "De higos a brevas" para indicar algo que ocurre muy infrecuentemente.

## Historia
La breva es conocida desde la remota antigüedad y ya formaba parte de las diversas culturas de la cuenca mediterránea desde los tiempos de los Faraones. En la cultura griega era considerada un manjar, el predilecto de Platón, y el alimento recomendado por Galeno a los participantes de los Juegos Olímpicos.